# Carnage (film)
Carnage è un film del 2011 diretto e co-scritto da Roman Polański, basato sull'opera teatrale Il dio del massacro della drammaturga e scrittrice francese Yasmina Reza.

## Trama
In una lite al parco, un ragazzino di 11 anni colpisce un coetaneo al volto con un bastone. I genitori, due coppie di Brooklyn, decidono di incontrarsi per discutere del fatto e risolvere la cosa da persone civili. Ed è in quell'appartamento che si svolge l'intero film (a parte la scena iniziale e quella finale con i titoli di coda, entrambe ambientate al parco). I coniugi Longstreet, genitori del bambino vittima dell'aggressione, appaiono in un primo momento come persone cordiali e pacate: il marito Michael è un rappresentante di articoli per la casa, mentre la moglie Penelope è una scrittrice appassionata d'arte. I due ospitano i coniugi Cowan, l'avvocato Alan e l'operatrice finanziaria Nancy: la coppia, soprattutto il marito, appare molto presa dal proprio lavoro, stressata e priva di quell'interesse protettivo verso il figlio che invece viene ampiamente dimostrato dai Longstreet.
Gli iniziali convenevoli si trasformano in battibecchi velenosi e il comportamento delle due coppie degenera in situazioni assurde e ridicole: la visita sembra concludersi diverse volte ma, nel momento in cui i Cowan si accingono ad andarsene, avviene sempre uno scambio di parole, dai toni via via più accesi, che li conduce a rientrare e a riprendere la discussione dopo essersi precedentemente calmati. Nancy, essendo molto nervosa, vomita in salotto, danneggiando tra l'altro uno dei libri d'arte preferiti da Penelope. Le due coppie cominciano quindi a rinfacciarsi reciprocamente le azioni dei propri figli: in particolare i Cowan cercano di addossare parte della colpa al figlio dei Longstreet, mentre questi ultimi criticano velatamente i metodi educativi dei Cowan; tutto questo mentre sullo sfondo Alan è costantemente impegnato in fastidiose (oltre che eticamente disdicevoli) telefonate di lavoro. I tentativi di mediazione e di sdrammatizzazione di Michael Longstreet sono vani, ed egli stesso vi rinuncia dopo aver scoperto che sua madre prende un farmaco dai pericolosi effetti collaterali, la cui casa produttrice verrà difesa in giudizio da Alan.
La discussione degenera rapidamente fino ad allontanarsi dai toni civili: le coppie stesse, esacerbate dall'alcool, si dividono in un assurdo carosello in cui tutti sono contro tutti e i temi del litigio cambiano rapidamente, spostandosi dal problema originario della lite tra i bambini e andando a toccare sciocchezze della vita quotidiana ma anche temi esistenziali. Il film si conclude con una panoramica del salotto disordinato dei Longstreet, in cui le coppie rimangono in silenzio dopo che Nancy, imitando Penelope, dichiara: "Questo è il giorno più infelice della mia vita". I titoli di coda scorrono su una scena all'aria aperta, ambientata nello stesso parco dove i due ragazzini hanno litigato. Viene inquadrato anche il criceto dei Longstreet, che Michael aveva abbandonato quella stessa mattina, attirandosi l'antipatia di Nancy, e i due bambini che, riconciliati, giocano.

## Produzione
Sebbene il film sia ambientato a New York, le riprese sono state effettuate interamente negli studi Euro Media France a Bry-sur-Marne, vicino a Parigi, dato che Roman Polański non può entrare negli Stati Uniti a causa di un mandato di cattura per violenza sessuale contro una minorenne risalente agli anni settanta.
Il film ha avuto un budget di 26 milioni di dollari.

## Distribuzione
Il film è stato presentato il 1º settembre 2011 in concorso alla 68ª Mostra internazionale d'arte cinematografica di Venezia. Nelle sale cinematografiche italiane è uscito il 16 settembre, in quelle tedesche il 24 novembre, in quelle francesi il 7 dicembre. Negli Stati Uniti è uscito il 16 dicembre, inizialmente solo a New York e Los Angeles e poi nel resto del Paese.

## Accoglienza

### Incassi
Il film ha incassato globalmente quasi 28 milioni di dollari.

### Critica
Il film ha ricevuto per lo più critiche positive, ottenendo un 71% dal sito Rotten Tomatoes, e un 61% dal sito Metacritic.

## Riconoscimenti
- 2011 - Mostra internazionale d'arte cinematografica di Venezia
  - Nomination Leone d'oro a Roman Polański
  - Leoncino d'Oro Agiscuola
- 2012 - Golden Globe
  - Nomination Migliore attrice in un film commedia o musicale a Jodie Foster
  - Nomination Migliore attrice in un film commedia o musicale a Kate Winslet
- 2012 - European Film Awards
  - Nomination Migliore attrice a Kate Winslet
  - Nomination Migliore sceneggiatura a Yasmina Reza e Roman Polański
- 2012 - Premio César
  - Migliore adattamento a Yasmina Reza e Roman Polański
- 2012 - David di Donatello
  - Nomination Miglior film dell'Unione europea a Roman Polański
- 2011 - Boston Society of Film Critics
  - Miglior cast